# Robert Acquafresca
Robert Acquafresca (* 11. September 1987 in Turin) ist ein ehemaliger italienischer Fußballspieler. Er spielte auf der Position des Stürmers.

## Karriere

### Verein
Acquafresca, Sohn eines Italieners und einer Polin, begann beim FC Turin mit dem Fußballspielen. 2005 wechselte er zu Inter Mailand und wurde von dort zunächst an FC Treviso und dann an Cagliari Calcio verliehen. 2009 wurde er CFC Genua als Teil des Transfergeschäfts von Diego Milito an Inter Mailand verkauft. Nach einer halben Saison bei Atalanta Bergamo kehrte er im Sommer 2010 auf Leihbasis zu Cagliari Calcio zurück. Ab Juli 2011 gehörte Acquafresca zum Kader des FC Bologna,  wurde Anfang 2013 jedoch abermals ausgeliehen, diesmal an Levante UD.
Im Januar 2017 wechselte Acquafresca in die Serie B zu Ternana Calcio. Nach einem halben Jahr endete sein Vertrag und er schloss sich dem FC Sion an. Dort spielte er zwei Jahre und beendete danach seine Spielerkarriere.

### Nationalmannschaft
Von 2004 bis 2009 spielte Acquafresca für die italienischen U-Nationalmannschaften (U-17, U-18, U-19, U-20, U-21) und die italienische Olympiaauswahl. Er gehörte dem Kader bei den Olympischen Spielen 2008 in Peking an und kam bei allen vier Turnierspielen zum Einsatz. Da er sowohl die italienische als auch die polnische Staatsangehörigkeit besitzt, hätte er auch für die Nationalmannschaft Polens spielen können. Kurz vor seinem 21. Geburtstag entschied er sich, weiterhin für den italienischen Verband zu spielen. Er bestritt allerdings kein A-Länderspiel für Italien.

## Auszeichnungen
- Aufnahme in die Mannschaft des Turniers der U-21-Europameisterschaft 2009